# 7e division de Landwehr (Empire allemand)
Pour les articles homonymes, voir 7e division.
La 7e division de Landwehr est une unité d'infanterie territoriale (Landwehr) de l'armée wurtembergeoise, partie de l'armée impériale allemande, créée en 1915 pendant la Première Guerre mondiale. Elle combat sur le front de l'Ouest, dans les Vosges, puis sur le front de l'Est, en Ukraine. Elle est rapatriée et dissoute en 1919.

## Première Guerre mondiale

### Composition

#### Au 25 mars 1915

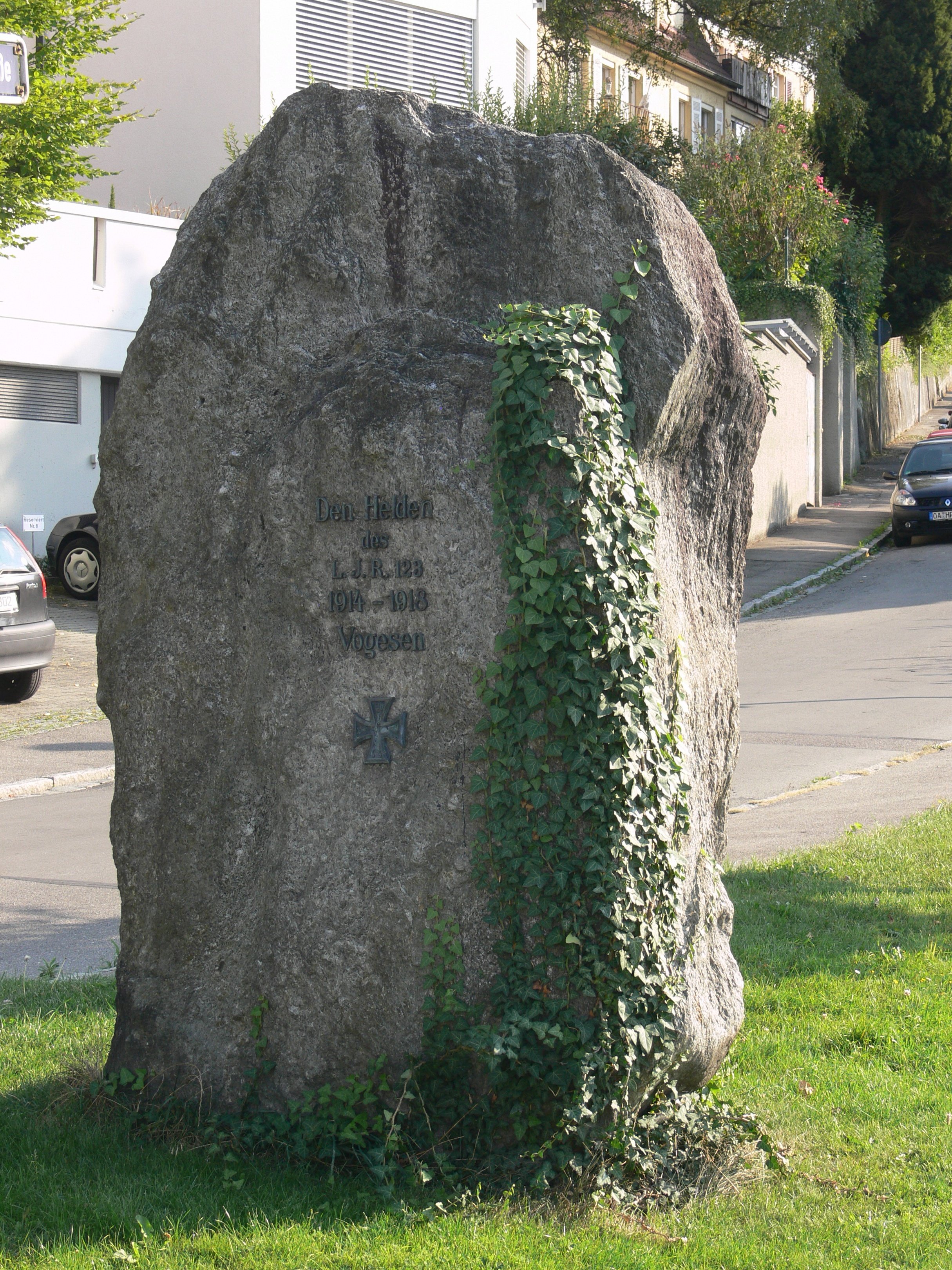
Monument aux morts du rgt. de Landwehr wurtembergeoise (1914-1918) à Ravensbourg.

- 51e brigade (wurtembergeoise) de Landwehr
  - 119e régiment d'infanterie de Landwehr
  - 123e RI de Landwehr
  - 1re compagnie cycliste
- 52e brigade (wurtembergeoise) de Landwehr
  - 121e régiment d'infanterie de Landwehr
  - 126e RI de Landwehr
  - Compagnie de montagne wurtembergeoise
  - 1er escadron de cavalerie de Landwehr/13e corps d'armée
  - 2e escadron de cavalerie de Landwehr/XIIIe corps d'armée
  - 1er régiment wurtembergeois d'artillerie de campagne
  - 2e compagnie de pionniers/XIIIe corps d'armée
  - 3e compagnie de pionniers/XIIIe corps d'armée

#### Au 8 mai 1918
- 52e brigade (wurtembergeoise) de Landwehr
  - 121e RI de Landwehr
  - 122e RI de Landwehr
  - 126e RI de Landwehr
  - 1er escadron du 20e régiment d'uhlans (de)
  - 149e commandement d'artillerie wurtembergeois
  - 1er régiment wurtembergeois d'artillerie de campagne
  - 407e bataillon de pionniers
  - 5e commandement divisionnaire de transmissions

### Historique

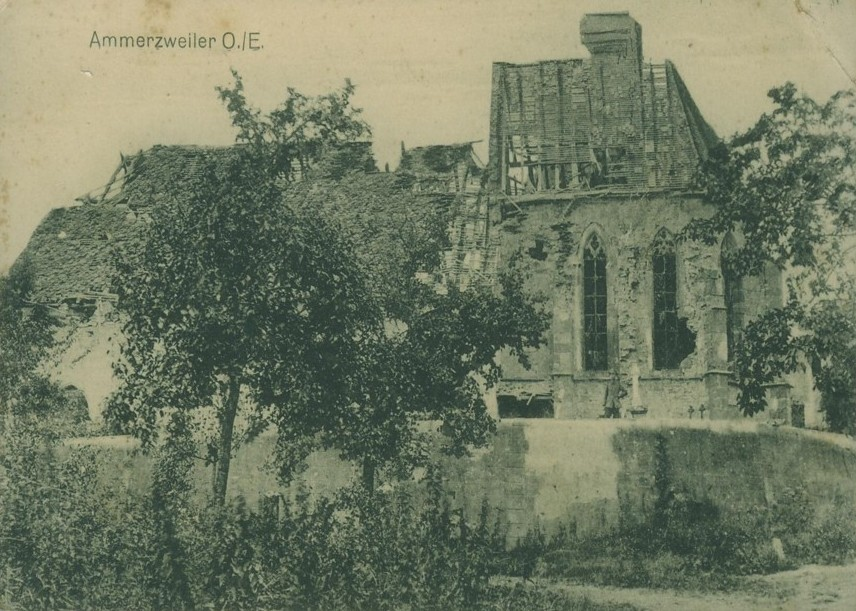
Église d'Ammertzwiller endommagée par les combats, 1914-1918.

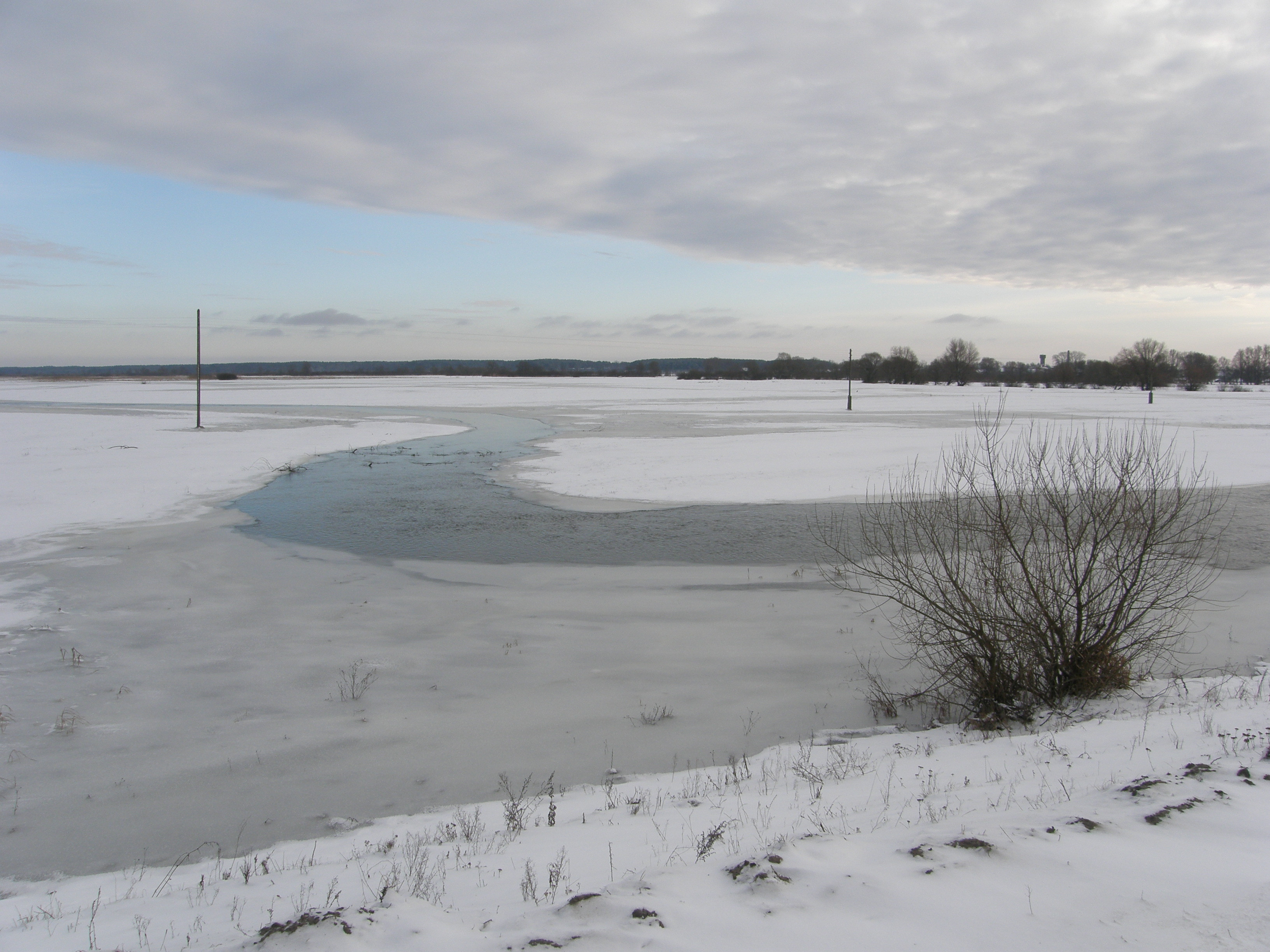
Le Stokhid, affluent du Pripiat, en hiver.

Créée le 27 janvier 1915, la 7e division n'a pas de garnison de temps de paix. Elle est recrutée dans le royaume de Wurtemberg.

#### 1915
- 29 janvier : guerre de position en Haute-Alsace
- 2 avril : combat de Cernay
- 11 juillet : combat à Ammertzwiller
- 15 août : combat à Ammertzwiller

#### 1916
- Jusqu'au 29 février : guerre de position en Haute-Alsace
- 22-23 février : combat à Heidwiller
- À partir du 1er mars : guerre de position en Haute-Alsace

#### 1917

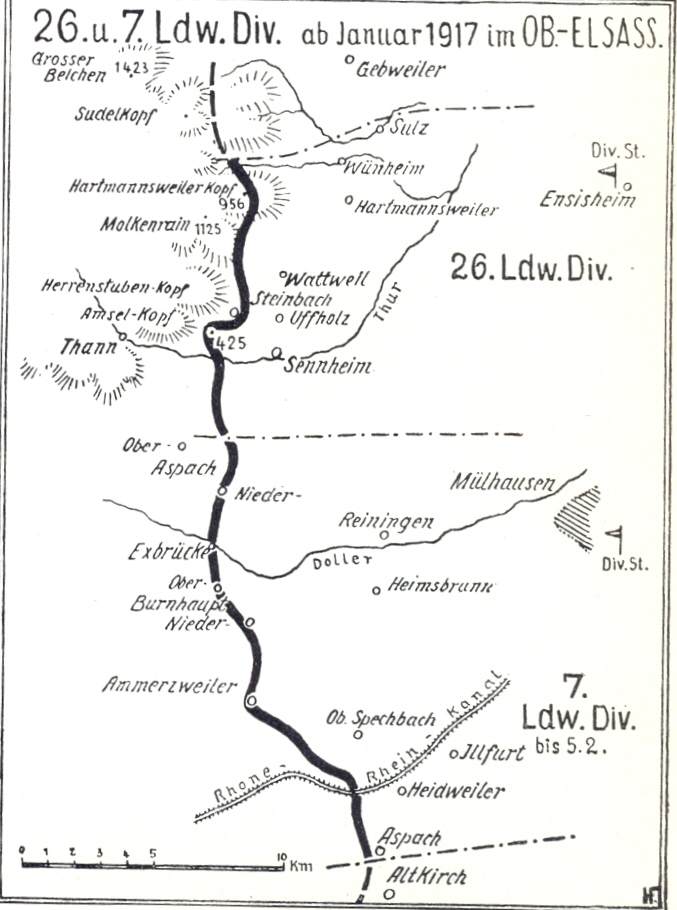
Les 26e et 7e divisions de Landwehr en Haute-Alsace en janvier 1917.

- Jusqu'au 15 février : guerre de position en Haute-Alsace
- Du 21 février au 14 mai : guerre de position en Lorraine
- Transfert sur le front de l'Est
- Du 21 mai au 1er décembre : combats sur le haut Styr et le Stokhid
- Du 2 au 17 décembre : front inactif
- À partir du 17 décembre : armistice russo-allemand

#### 1918

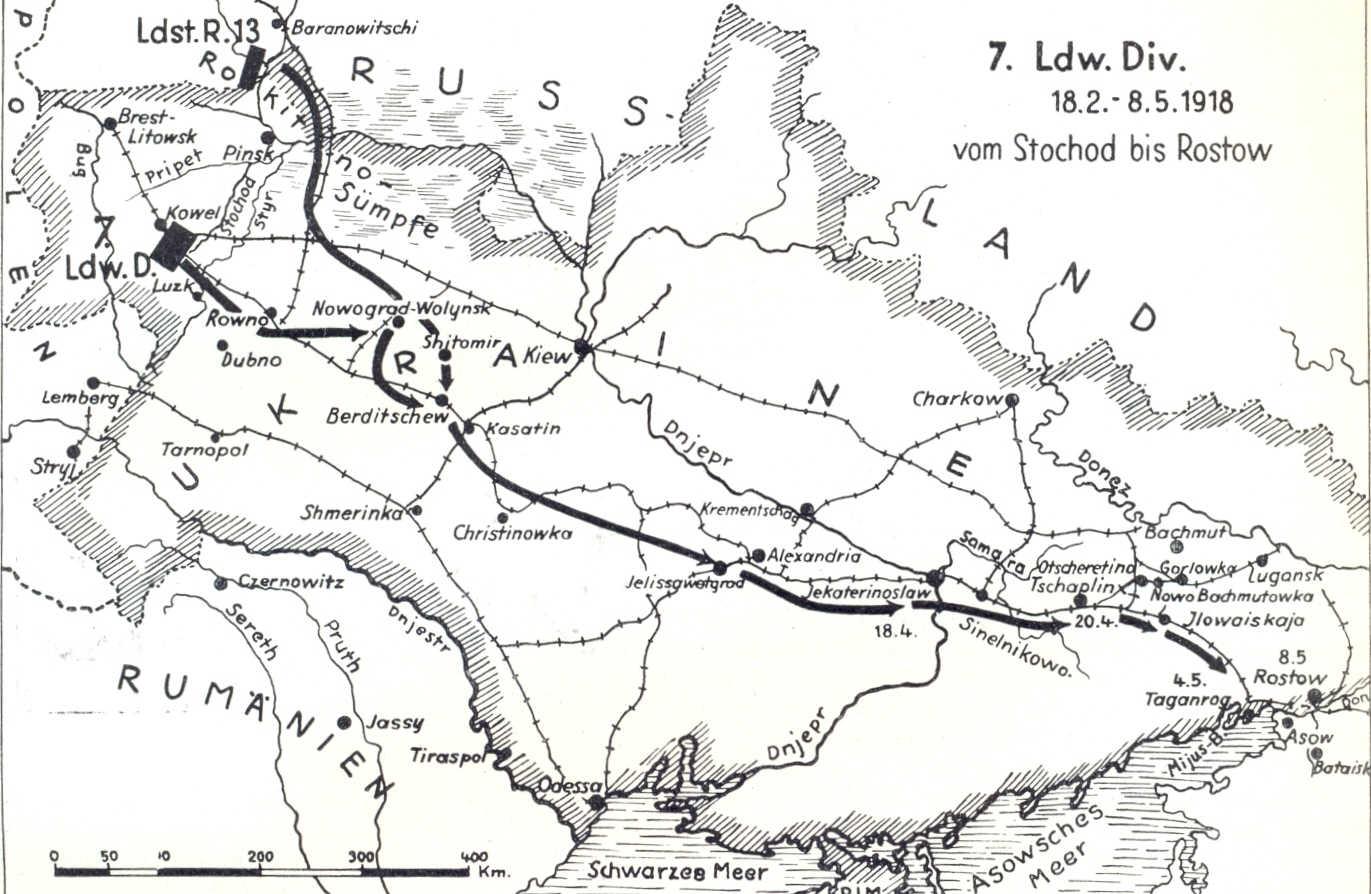
Marche de la 7e division de Landwehr en Ukraine, 18 février - 8 mai 1918.

- À partir du 18 février : opération Faustschlag et conquête de l'Ukraine avec la 20e division de Landwehr (de)
- 17-18 mars : combats à Adabash (uk) et Novooukraïnka
- 2-3 avril : prise de Iekaterinoslav (Dnipro)
- Du 7 au 13 avril : combats à Synelnykove
- Du 28 avril au 1er mai : combats à Rashenoje et Prokovskoïe (district de Zaporog), prise de Taganrog
- 7-8 mai : combats et prise de Rostov-sur-le-Don
- Du 22 juin au 15 novembre : force d'occupation en Ukraine
- À partir du 16 novembre : évacuation de l'Ukraine

#### 1919
- Jusqu'au 16 mars : évacuation de l'Ukraine

## Chefs de corps
| Grade           | Nom                      | Date                              |
| --------------- | ------------------------ | --------------------------------- |
| Generalleutnant | Adolf von Wencher        | 27 janvier 1915 - 27 juillet 1917 |
| Generalleutnant | Karl Albert von Knoerzer | 28 juillet 1917 - 15 février 1918 |
| Generalleutnant | Karl von Götz            | 16 février 1918 - 17 mars 1919    |

## Sources et bibliographie
- (en) United States Army, American Expeditionary Forces, Intelligence Section, Histories of Two Hundred and Fifty-one Divisions of the German Army which Participated in the War (1914–1918), Washington, Government Print Office, 1920 (ISBN 5-87296-917-1, lire en ligne)
- (de) Gunter Wegner, Stellenbesetzung Der Deutschen Heere, 1815-1939 Die Hoheren Kommandostellen, vol. 1, Osnabruck, Bibliophile Books, 1990 (ISBN 3-7648-1780-1)